# Fitita
Fitita, indijanski narod iz Kolumbije koji su govorili huitotoan jezikom (o čemu ne postoje lingvistički dokazi) i moguće podgrupa Ocaina (Steward, Handbook, vol. 3, p. 750). Nimuendajú ih ostavlja neklasificirane. 
Tessmann (1930.) nije mogao naći gotovo nikakve informacije o njima i nije imao pojma o njihovoj jezičnoj pripadnosti.

## Vanjske poveznice
- Alain Fabre